# Barbara Boxer
Barbara Levy Boxer (11 de novembre de 1940) és una política estatunidenca retirada que va ser Senadora dels Estats Units per Califòrnia de 1993 a 2017. Membre del Partit Demòcrata, anteriorment es va exercir en la Cambra de Representants de EE.UU de 1983 a 1993.
Nascuda a Brooklyn, Nova York, Boxer es va graduar de l'Escola Secundària George Wingate i al Brooklyn College. Va treballar com a agent de borsa durant diversos anys abans de mudar-se a Califòrnia amb el seu marit.
Durant els anys setanta, va treballar com a periodista pel Pacific Sun i com a assessora del congressista dels Estats Units, John L. Burton. Va exercir a la Junta de Supervisors del Comtat de Marin durant sis anys i es va convertir en la primera presidenta de la junta. Amb el lema "A Barbara Boxer li importa un rave", va ser triada a la Cambra de Representants dels Estats Units el 1982, representant al sisè districte de Califòrnia. Va formar part de la Comissió de Serveis Armats i va participar en la supervisió del govern, aprovant diverses reformes sobre adquisicions.
Boxer va guanyar l'elecció de 1992 al Senat dels Estats Units. Anteriorment va obtenir el rècord de més vots en qualsevol elecció al Senat dels Estats Units en la història, havent rebut 6,96 milions de vots en la seva reelecció de 2004, fins que la seva col·lega Dianne Feinstein, la senadora sènior de Califòrnia, va superar aquesta xifra en la seva reelecció de 2012. Boxer i Feinstein van formar la primera dupla de dones senadores als Estats Units a representar a un estat al mateix temps. Boxer va ser la membre principal del Comitè de Medi ambient i Obres Públiques i la vicepresidenta del Comitè Especial d'Ètica. Va ser també la capdavantera adjunta demòcrata al Senat. Encara que generalment se l'associa amb l'àrea de la Badia del San Francisco, on va començar la seva carrera política, Boxer ara viu a la Vall de Coachella.
Al moment del seu retir, Boxer ocupava l'onzè lloc en antiguitat al Senat dels Estats Units i era la senadora júnior de major jerarquia des de la jubilació de Tom Harkin el gener de 2015 fins a la seva pròpia jubilació, dos anys més tard. Va ser també la degana de la Delegació Congresal de Califòrnia, malgrat ser la senadora júnior de Califòrnia, després d'haver estat deu anys congressista dels Estats Units pel sisè districte de Califòrnia abans de ser triada al Senat el 1993.
El 8 de gener de 2015, Boxer va anunciar que no optaria a la reelecció el 2016. Va ser succeïda per la Fiscal General de Califòrnia, Kamala Harris.